# Dodge Caliber
O Dodge Caliber é um hatchback compacto produzido pela Dodge entre março de 2006 e novembro de 2011, estando disponível nas versões SE, SXT, SXT Plus, Premium, Police Package, R/T e SRT4. 
Foi o primeiro modelo de automóvel do Grupo Chrysler a oferecer versões com transmissão continuamente variável (Câmbio CVT) fabricada pela Jatco. No Brasil o Caliber só foi vendido com câmbio manual de 5 marchas.

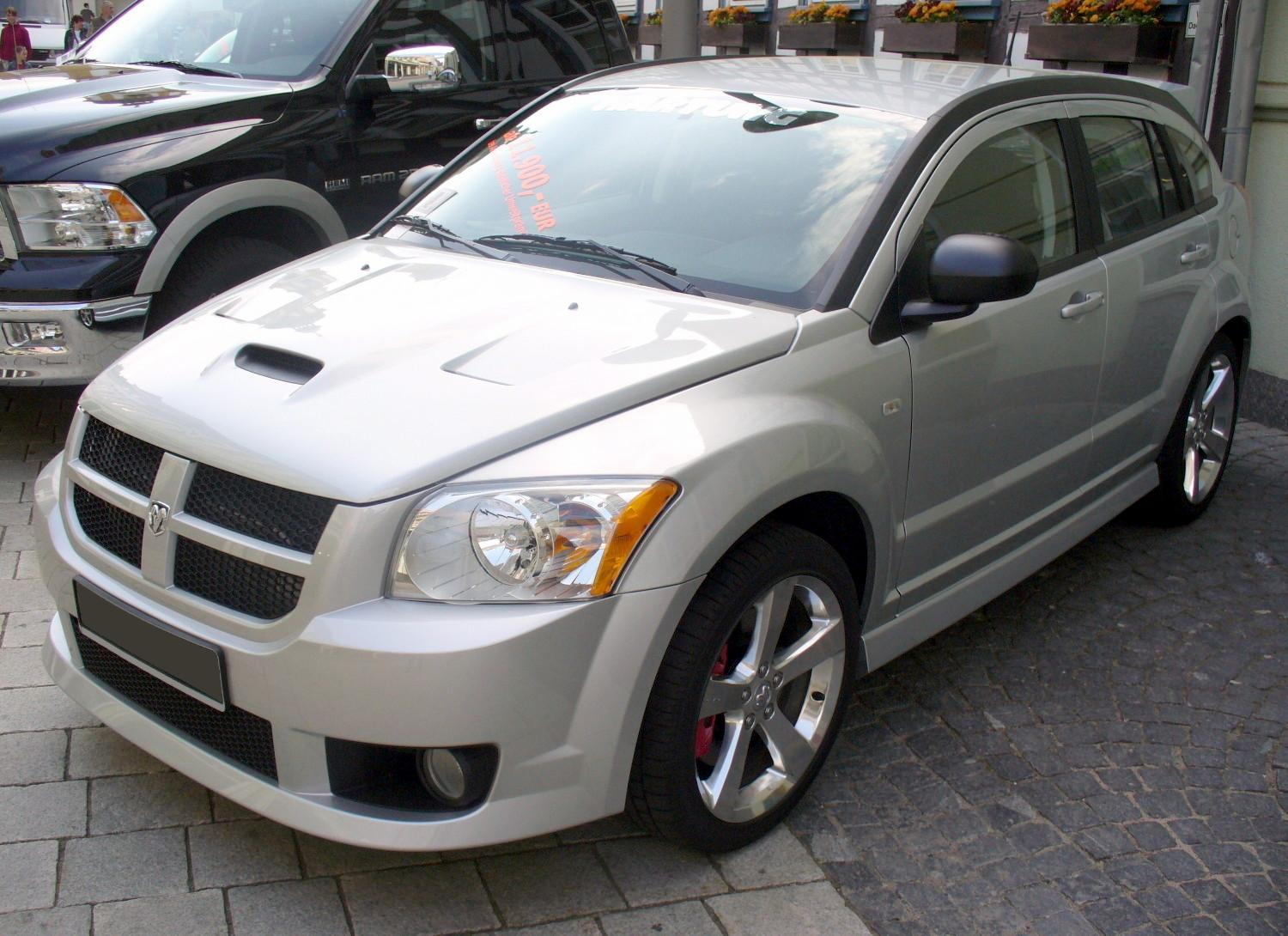
Dodge Caliber SRT4